# Bartholomaeus Pitiscus

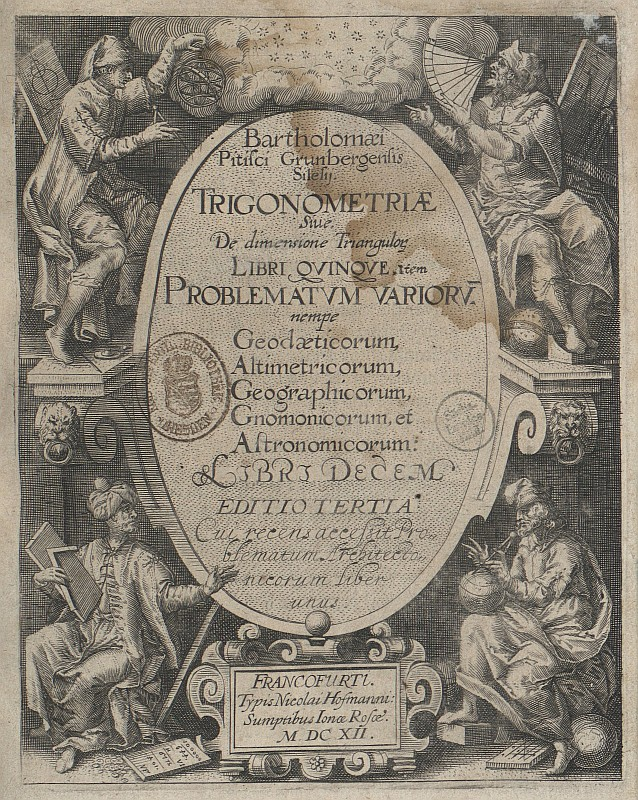
Lucrarea de trigonometrie a lui Bartholomaeus Pitiscus, ediția din 1612

Bartholomaeus (sau Barthélemy, Bartholomeo) Pitiscus (n. 24 august 1561 - d. 2 iulie 1613) a fost un matematician, astronom și teolog german.
Cele mai importante contribuții ale sale se înscriu în domeniul trigonometriei, termen pe care chiar el l-a introdus (cu sensul de măsurarea unghiurilor) și aceasta într-o lucrare apărută în 1595.
A fost autorul celor mai bune tabele trigonometrice din acea epocă, sub titlul: Thesaurus mathematicus (Frankfurt, 1561 - 1613).
Exactitatea unei asemenea lucrări era foarte necesară, în contextul dezvoltării astronomiei, navigației, calculului geografic.